# Dawit Odikadze
Dawit Odikadze (ur. 14 kwietnia 1981 w Tbilisi) – Gruziński piłkarz, grający w Dinamo Tbilisi. Występuje na pozycji pomocnika. W reprezentacji Gruzji zadebiutował w 2005 roku. Do tej pory rozegrał w niej 14 meczów (stan na 7 maja 2012).